# Гадорош
Гадорош (мађ. Gádoros), до 1901. године познат под именом као „Банфалва”, је мањи град у жупанији Бекеш у Мађарској.

## Географија
Насеље лежи на површини од 38,13 km² и има популацију од 4.095 људи (2002).
То је насеље на западном ободу округа, северно од Орошхазе. Његови најближи суседи на истоку су Нађсенаш, који је удаљен 6 километара, а на северозападу, Еперјеш, који већ припада округу Сентеши у округу Чонград-Чанад, налази се на сличној удаљености ваздушном линијом, али се до њега може доћи нешто дужи пут друмом. Његова административна област се такође граничи са Орошхазом са југ-југоистока и Арпадхалом са југозапада.

## Историја
Гадорош је било име једног од два села из доба Арпадове династије у близини данашњег насеља. Нико од њих није пресељен у касном средњем веку, али је име из ере Арпад сачувано до данас.  Татари су спалили село 1241. године.
У краљевском писму о донацији из 1436. године се већ помиње као Гадорош-пуста, а име се односи на предворје древне цркве насеља, гадора.
Године 1512. земља где је био Гардош је припала Сентеторњи, насељу које је тада било најразвијеније.
Поновно оживљавање насеља се догодило 1826. године. Шандор Рудњански је закључио уговор са становницима Орошхазе и Сентеша о обрађивању земље. Место је до 1901. године користио назив „Банфалва”. По народном предању, људи који су се ту населили пожалили су се због своје одлуке, па назив потиче од речи туга. По другима, међутим, барон Рудњански је једноставно тако назвао свој нови посед.
Надгробна плоча писца Жигмонда Јуста (1863–1894) постављена је на Гадорошу из Јуст-мајора 1963. године. На имању писца основао је сељачко позориште. Класичне и народне представе изводили су сељаци који живе и раде на његовом имању.
Занимљиво је да је на овом гробљу сахрањен Ласлоне Удварди Кошут, која је била унука Петефијеве прве љубави.

## Демографија
Године 2001. 99% становништва насеља се изјаснило као Мађари, 1% Роми.
Током пописа 2011. године, 88,4% становника се изјаснило као Мађари, 2,8% као Роми, 0,2% као Немци и 0,2% као Румуни (11,5% се није изјаснило, због двојног држављанства, укупан број већи може бити на 100 %). 
Верска дистрибуција је била следећа: римокатолици 30,6%, реформисани 3,4%, лутерани 5,9%, неденоминациони 39% (20,4% се није изјаснило).